# Kandit
Kandit d.o.o. — хорватське кондитерське підприємство з міста Осієк, яке займається виробництвом шоколаду, цукерок і кремових виробів. 2011 року перейшло у власність компанії «Mepas» з міста Широкі Брієг.

## Історія
1905 року славонські землевласники збагнули, що задля розвитку сільського господарства найкраще вкладати гроші у виробництво цукру, яке на той час інтенсивно розвивалось у країнах Центральної Європи. Того ж року в Осієку засновано перше Хорватсько-славонське акціонерне товариство цукрової промисловості та було ухвалено рішення про початок будівництва цукрозаводу з переробною потужністю 700 тонн на день.
1920 року засновано Першу осієцьку кондитерську фабрику Кайзер і Старк, яка займалася виготовленням цукерок, вафлів і солодощів. Незабаром фабрика купила у відомої віденської фабрики «Пішингер» ліцензію на виробництво шоколаду і налагодила його випуск. Після Другої світової війни фірма продовжувала діяти як Міське підприємство «Цукерково-шоколадна фабрика».
1953 року виробництво і устаткування Міського підприємства передано Осієцькій цукроварні, чим започатковано розвиток фірми «Kandit» і створено власну традицію у рамках Осієцького цукрозаводу під назвою «Цукрово-цукеркова фабрика», яка невдовзі переросла у сучасну цукерково-шоколадну фабрику, що посіла одне з провідних місць у кондитерській галузі.
Вже в наступному році «Kandit» вийшов на чільне місце серед виробників цукерок у комуністичній Югославії, а протягом наступних десятьох років виробництво постійно зростало, досягши найвищої точки 1966 року, коли було виготовлено 6 395 тонн цукеркової продукції, завдяки чому фірма забезпечила собі позицію лідера серед кондитерських підприємств.
1962 року введено в експлуатацію нове устаткування з річною потужністю 6 000 т какао-продуктів, що послужило для фірми поштовхом у плані розвитку асортименту шоколаду. Після цього на фабриці відбулися нові реконструкції та нарощування потужностей.
У наступні роки «Kandit» розширив свій асортимент, запустивши нові виробничі лінії з виготовлення шоколаду з начинкою, шоколадних батончиків і кремових виробів.
2009 року на підприємстві відкрито новий цех із найсучаснішим виробничим обладнанням для виробництва глазурованих виробів зі збитих вершків, праліне та желейних виробів.
Для виробництва цукерок і шоколаду «IPK Kandit d.d.» заснувало нову компанію «Kandit d.o.o.», у якій було 100-відсотковим власником. Згодом «IPK Kandit d.d.» змінило назву на «Kandit Grupa d.d.»
2011 року «Kandit d.o.o.» перейшла під контроль боснійської компанії «Mepas» з міста Широкі Брієг, яка займається імпортом і збутом хорватських та іноземних брендів у Боснії та Герцеговині, «Mepas» уклала попередню угоду з «Kandit Grupa d.d.» щодо передачі та прийняття у власність часток бізнесу, за якою «Mepas» стала цілковитим власником фірми «Kandit», а вартість транзакції становила шість мільйонів євро. Відразу після зміни власника «Kandit» розпочав процес входження у групу компаній «Mepas».
Новий власник зобов'язався зберегти на своїх робочих місцях 340 працівників, а нерухомість, у якій працювала фабрика, залишилася у руках дотеперешніх власників.